# Axel Schenzle
Axel Schenzle (* 16. Juli 1943 in Stuttgart; † 23. Mai 2016 in München) war ein deutscher Physiker mit Schwerpunkt auf Quantenoptik.

## Leben
Schenzle studierte Physik an der Universität Stuttgart. Dort promovierte er 1974. Anschließend war er von 1974 bis 1985 wissenschaftlicher Assistent am Institut für Theoretische Physik der Universität Essen. Von 1974 bis 1976 forschte Schenzle am IBM Research Laboratory in San José, Kalifornien.
1985 verfasste er seine Habilitationsschrift Multiplikative stochastische Prozesse in Physik und Chemie, für die er den Gottschalk-Diederich-Baedeker-Preis erhielt, und wurde Professor an der Universität Essen. 1987 wechselte er an die Ludwig-Maximilians-Universität München, wo er Professor für Theoretische Quantenoptik an der Fakultät für Physik wurde. Von 1995 bis 1999 war Schenzle Dekan dieser Fakultät. Danach war er von 1999 bis 2001 war er Prorektor der Ludwig-Maximilians-Universität München und wurde von 2003 bis 2014 erneut Dekan der Fakultät für Physik.
2006 erhielt er das Bundesverdienstkreuz am Bande der Bundesrepublik Deutschland. 2008 erhielt er den Bayerischen Verdienstorden, sowie den Preis für gute Lehre des Freistaates Bayern.